# Natte Driehoek
De Natte Driehoek is een natuurgebied tussen Heppen en Beverlo.
Het gebied werd geheel omsloten door spoorwegen die op dijken lagen, waardoor het te midden van spoordijken was gelegen en niet meer kon ontwateren. Dit is zo gebleven, ook toen de beide westelijke spoorlijnen werden opgeheven.
Als gevolg hiervan bestaat het gebied uit allerlei natte biotopen. Ook bevindt zich er een ven dat rijk is aan amfibieën: bastaardkikker, bruine kikker, gewone pad, kleine watersalamander en alpenwatersalamander. Om de amfibieënpopulatie te ondersteunen werden in 2008 in het gebied nog een aantal poelen gegraven.